# Wakiso Giants FC
Der Wakiso Giants Football Club ist ein ugandischer Fußballverein aus Wakiso im Distrikt Wakiso. Aktuell, Stand Oktober 2024, spielt der Verein in der ersten Liga, der Ugandan Super League.

## Geschichte
Der Verein wurde 2009 als Artland Katale vo Muhammad Bazirengedde gegründet. Nachdem der Verein verkauft worden war, wurde der Verein 2017 in Artland Kamuli Park umbenannt. Ein Jahr später erfolgte eine erneute Umbenennung in Kamuli Park. Im Juni 2018 kaufte eine Gruppe von Geschäftsleuten den Verein und benannte ihn in Wakiso Giants Football Club um.

## Stadion
Der Verein trägt seine Heimspiele im Kabaka Kyabaggu Sports Stadium in Wakiso im Distrikt Wakiso aus. Das Stadion hat ein Fassungsvermögen von 1500 Personen.

## Trainer
Stand: Oktober 2024
| Trainer            | Nation | von           | bis           |
| ------------------ | ------ | ------------- | ------------- |
| John Ayala Luyinda | Uganda | 1. Juli 2022  | 30. Juni 2024 |
| Steven Bengo       | Uganda | 14. Juli 2024 |               |